# Energia pierwotna
Energia pierwotna, EP – energia pozyskiwana bezpośrednio z zasobów naturalnych (odnawialnych i nieodnawialnych).
Energia pierwotna jako wskaźnik w świadectwie charakterystyki energetycznej budynku określa ilość takiej energii niezbędnej do pokrycia zapotrzebowania na jego ogrzewanie, klimatyzację i wentylację mechaniczną oraz przygotowanie ciepłej wody użytkowej dla osób go zamieszkujących.